# Gracjan Kozak
Gracjan Kozak (ur. 19 listopada 2001 w Lwówku Śląskim) – polski lekkoatleta, specjalizujący się w rzucie dyskiem.

## Życiorys

### Kariera sportowa
W 2016 wynikiem 61,67 metrów pobił 30-letni  rekord Dolnego Śląska U16 dyskiem o wadze 1 kg, poprzedni rekord wynosił 60.58 metrów.
W 2018 zaczął odnosić pierwsze sukcesy. W lipcu zdobył brązowy medal Mistrzostw Europy U18, w Győr posyłając 1.5 kilogramowy dysk na odległość 57.76 metrów.
14 października 2018 w Buenos Aires na odbywających się Młodzieżowych Igrzyskach Olimpijskich wywalczył brązowy medal. Po pierwszej rundzie uplasował się na 4 pozycji z rezultatem 55.40 (1.5 kg) metrów. Natomiast w drugiej rundzie pobił swój rekord o 1,5 metra oddając rzut na odległość 59.52 metrów.
5 lipca 2019 w Raciborzu, wygrał Mistrzostwa Polski U20 w rzucie dyskiem, ustanawiając nowy rekord życiowy 57.92 m (1.75 kg). Tym samym pobił 44-letni rekord Dolnego Śląska U20, poprzedni rekord należał do Dariusza Juzyszyna (55.68 m).
21 lipca 2019 na Mistrzostwach Europy U20 w szwedzkim Boras zajął 9. miejsce, uzyskując w finale wynik 56.38 m.

## Osiągnięcia
| Rok  | Impreza                        | Miejsce      | Lokata     | Wynik   |
| ---- | ------------------------------ | ------------ | ---------- | ------- |
| 2018 | Mistrzostwa Europy U-18        | Győr         | 3. miejsce | 57,76 m |
| 2018 | Igrzyska Olimpijskie Młodzieży | Buenos Aires | 3. miejsce | 59,52 m |
| 2019 | Mistrzostwa Europy U-20        | Borås        | 9. miejsce | 56,38 m |

## Rekordy życiowe
| waga dysku | wynik   | data                 | miejsce      |
| ---------- | ------- | -------------------- | ------------ |
| 1 kg       | 61,67 m | 25 września 2016     | Słubice      |
| 1,5 kg     | 59,52 m | 14 października 2018 | Buenos Aires |
| 1,75 kg    | 57,92 m | 5 lipca 2019         | Racibórz     |